# FUNET
FUNET — Мережа Фінських Університетів (англ. Finnish University Network) — базова комп'ютерна мережа, що забезпечує інтернет з'єднання для фінських університетів.

## Ресурси мережі
- Офіційний майданчик тенет [Архівовано 4 січня 2006 у Wayback Machine.]
- FTP-сервер FUNET [Архівовано 29 березня 2021 у Wayback Machine.]

| Прапор Фінляндії | Це незавершена стаття про Фінляндію. Ви можете допомогти проєкту, виправивши або дописавши її. |